# Doubravka Raisová
Doubravka Raisová (19. srpna 1895 Praha – 25. května 1944 tamtéž) byla česká knihovnice, redaktorka a feministka; též jedna z prvních promovaných doktorek na Filosofické fakultě Karlo-Ferdinandovy univerzity po vzniku Československa. Byla dcerou spisovatele Karla Václava Raise.

## Život
Narodila se v Praze v rodině spisovatele Raise a jeho manželky Marie, rozené Hrozné. Měla několik sourozenců, její starší sestrou byla Marie Míšková-Raisová. Absolvovala dívčí lyceum na Vinohradech a gymnázium na Smíchově, poté knihovnickou školu. Následně vystudovala dějiny moderních literatur na Filozofické fakultě Karlovy univerzity, kde roku 1919 získala titul doktorka filozofie. Až do roku 1900 docházely dívky na přednášky na hospitační studium (bez statutu řádné posluchačky); v roce 1900 bylo novým zákonem dívkám umožněno skládat zkoušky za celou dosavadní dobu studia, řádné studium mohly ženy nastoupit až se vznikem Československa roku 1918.
Krátce pak pracovala v knihovně Národního muzea, poté nastoupila do Univerzitní knihovny Univerzity Karlovy, kde působila až do konce života. Zde dosáhla pozice vrchní komisařky knihovní služby. Asi od roku 1920 byla redaktorkou časopisu Ženský svět (zde působila jako odpovědná redaktorka), kam psala až do jeho zániku roku 1930. Přispívala i do dalších novin a časopisů, mj. divadelními a beletristickými příspěvky do Národních listů.

### Úmrtí

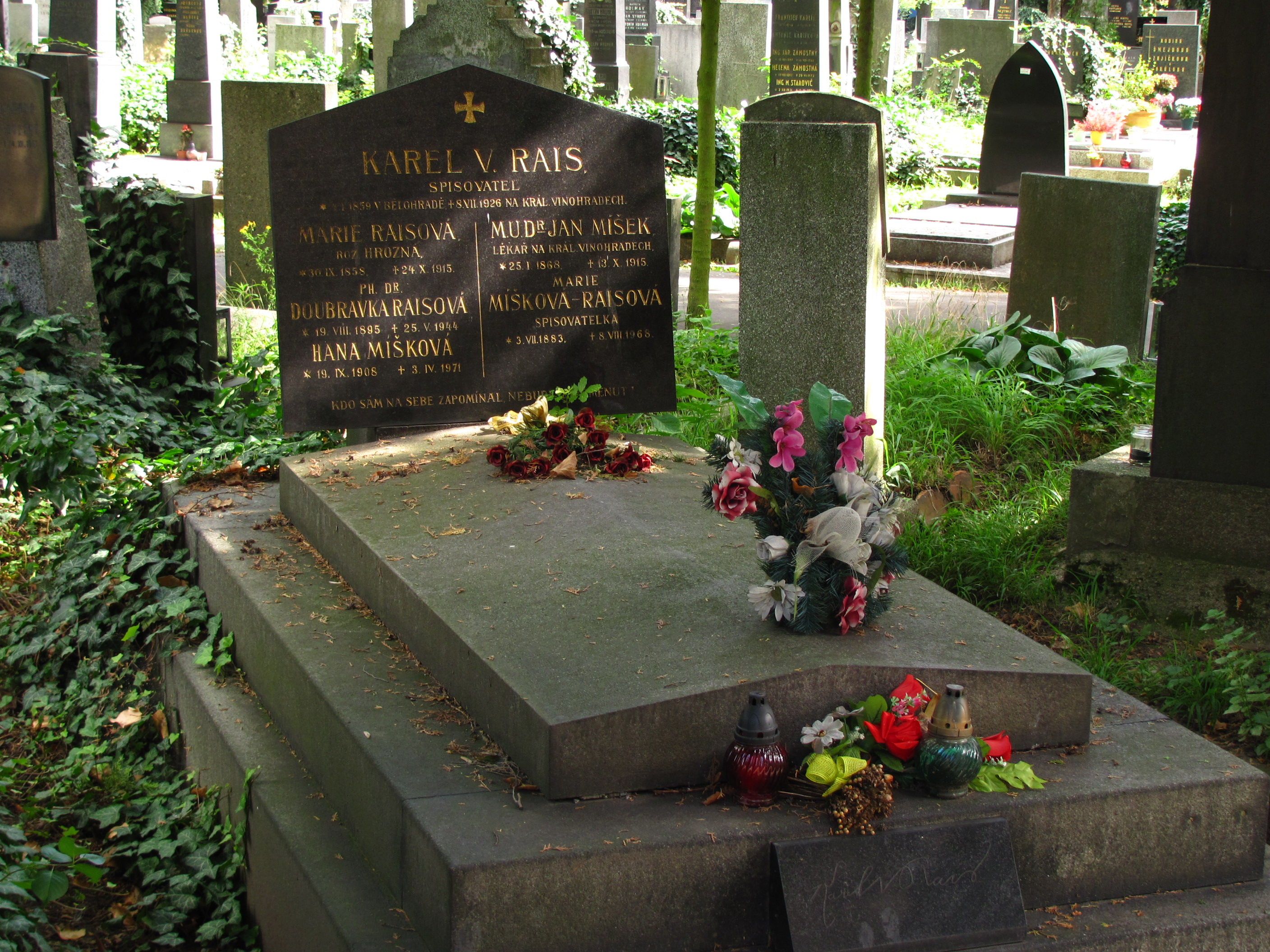
Hrob rodiny K. V. Raise na Vinohradském hřbitově v Praze

Doubravka Raisová zemřela 25. května 1944 v Praze ve věku 48 let. Pohřbena byla v rodinné hrobce na Vinohradském hřbitově.